# ثاي سو نيين
ثاي سو نيين (بالإنجليزية: Thae Su Nyein)؛ ولدت في 24 مايو 2007 هي عارضة أزياء وملكة جمال من ميانمار. فازت بلقب ميس غراند ميانمار 2024 ومثّلت بلادها في ميس غراند إنترناشونال 2024، حيث حصلت على مركز الوصيفة الثانية، ولكن تم سحب اللقب منها لاحقًا بسبب "سلوك غير مناسب" حسب الجهة المنظمة.

## المشاركات

### ميس غراند ميانمار 2024
فازت بلقب ميس غراند ميانمار في ديسمبر 2023.

### ميس غراند إنترناشونال 2024
مثلت ميانمار وحصلت على المركز الثالث (الوصيفة الثانية) بالإضافة إلى التميز في مسابقات فرعية. 

## الجدل
في أكتوبر 2024، أعلنت منظمة ملكة جمال الدولية الكبرى رسميًا سحب اللقب منها بسبب خرق القواعد. 